# Kamienica przy ulicy Kościelnej 16 w Siemianowicach Śląskich
Kamienica przy ulicy Kościelnej 16 w Siemianowicach Śląskich – kamienica mieszkalno-usługowa, położona przy ulicy Kościelnej 16 w Siemianowicach Śląskich, na terenie dzielnicy Michałkowice.
Powstała ona na początku XX wieku w stylu historyzmu według projektu Dominik Dreschera, a wzniesiono ją na działce należącej do Louisa Riesenfelda. Pierwotnie była ona własnością spółki Consum-Verein Michalkowitz. Na parterze mieściły się pierwotnie dwie kancelarie, dwa sklepy, dwa magazyny, wozownia i pokoje, zaś na piętrze mieszkanie dla buchaltera i kierownika sklepu. W dniu 11 stycznia 2011 roku kamienica została wpisana do rejestru zabytków pod numerem A/326/11. Ochroną konserwatorską objęty został budynek w obrysie murów zewnętrznych. 
Kamienica ta pozostaje ona własnością prywatną. Parter zajmują lokale usługowe, zaś wyższe kondygnacje mieszkania. Według stanu z początku grudnia 2021 roku, przy ulicy Kościelnej 16 w systemie REGON były zarejestrowane 4 aktywne wówczas podmioty gospodarcze. 